# Elisabeth Höbarth
Elisabeth Höbarth (née le 11 mars 1923 à Vienne, morte le 16 février 2007 à Naters) est une actrice autrichienne.

## Biographie
Höbarth suit les cours du Séminaire Max-Reinhardt et joue d'abord avec une troupe itinérante en Moravie. Après la fin de la Seconde Guerre mondiale, le metteur en scène Raoul Aslan l'engage en 1945 au Burgtheater à Vienne, où elle fait partie de l'ensemble jusqu'en 1963, plus souvent dans des rôles dramatiques. Höbarth se produit sur scène également au Hamburger Kammerspiele, à Mannheim et au Schauspielhaus de Zurich. Elle fait des apparitions à la Südwestdeutscher Rundfunk et au Festival de Brégence.
En plus de son travail au théâtre, elle tient quelquefois un rôle au cinéma et à la télévision.
Höbarth est l'épouse du violoniste et chef d'orchestre Willi Boskovsky. Le 26 février 2007, elle est enterrée dans la tombe honorifique de son mari au cimetière central de Vienne (groupe 33 G, numéro 78).

## Filmographie
- 1948 : Die Sonnhofbäuerin
- 1951 : Das gestohlene Jahr
- 1956 : Einen Jux will er sich machen (TV)
- 1957 : Maria Stuart (TV)
- 1960 : Kopf in der Schlinge (de) (TV)
- 1967 : Das Mädel aus der Vorstadt (TV)